# 環境経済学
環境経済学（かんきょうけいざいがく、英: environmental economics）は環境問題を扱う経済学の一分野である。具体的課題としては、地球温暖化対策、廃棄物処理とリサイクル、森林破壊、生物多様性の保全などを扱った研究が多い。既存の経済学を前提として、環境問題に対してその応用分析を行う「環境の経済学」と、環境問題によって既存の経済学の枠組み自体が問い直されているという認識に基づく「環境と経済の学」に大別できる。

## 概要
環境経済学は、経済学の一分野であり、そのフレームということに拘れば、18世紀にまで遡る意外と古い学問である。新しい側面、すなわち「持続可能な発展」や「エコロジー」という言葉に鑑みるならば、地球環境問題が一般的な問題になった1960年代以降、市民や政府、大学、企業などが、メディアを媒体として広く環境保護活動として行動するようになった。これは環境主義（かんきょうしゅぎ、英: Environmentalism）という言葉によって、NGOや環境主義者による環境政党(緑の党など)の活動が始まったことと関連する。同じく経済学の分野でも、外部効果の作用などの点で、政府政策や経済的な影響として環境問題が、無視できなくなってきた。これが環境経済学の端緒である。
現実を経済システムとして捉えるならば、私達の経済システムは、地球生態系に依存する極めて脆い存在である。この経済システムを支えているのが、物質収支システムという環境経済学的分析の根本にくるような考え方である。物質収支システムとは、資源→加工→廃棄物というサイクルであり、常に地球環境に影響を与えている。これこそが、環境経済学の捉えようとしている対象である。

### 環境の経済学
新古典派経済学をベースとした環境経済学においては、環境問題を外部不経済の一種ととらえ、その内部化をはかることを基本とし、その手段として経済的手法を活用する。たとえば、汚染物質に限界環境被害額と同額の税金をかけることで環境被害の費用の内部化をはかる環境税や全体最適排出量をあらかじめ決めて「汚染する権利」として市場で分配し売買する排出権取引などの経済的手段によって環境問題の解決をはかることが研究されている。環境の価値や環境被害額を知る必要があるため、近年、環境経済評価（環境評価）の研究は急速に発展している。

### 環境と経済の学
経済学を生態学的な観点から再構築しようとするエコロジー経済学、マルクス経済学的な観点から政治体制や市民社会の役割を重視する環境政治経済学など、いくつかの学派に分かれている。国際化した物質循環を地域に取り戻そうとする地域通貨の議論、地域コミュニティの住民や地域社会の持続可能な開発への参加やローカル・コモンズの管理を論ずる草の根民活の議論などもこれに含まれる。

## 環境経済学の構図
環境経済学における学問的な構図を考えるとき、経済システムと経済循環を対照すると、次の4つの点を支柱として考えることができよう。
- 生態系による成長の限界
- 外部費用としての環境汚染
- 非再生可能資源と再生可能資源
- グローバル経済と持続可能な経済発展

### 環境経済学と生態系
まず、生態系による成長の限界について考える。「限界」（英: limit）という概念は、マルサス、リカード、マルクスなどの思想家の著作をその起源とする。マルサスの議論では、人口成長が生存手段を上回るのではないかということが議論されたし、リカードは、相対的限界と欠乏が成長経済の現実問題となることを説いた。こうして、伝統的な経済学の形とは少々異なった考え方が、やがて厚生経済や経済の定常状態という議論を埋め込んでいく形で環境経済学が成立した。近年は、生態系や方程式系を用いた発展を試みる感がある。

### 環境問題にともなう外部費用と経済学
次に、外部費用の議論である。経済システムにおける物質収支システムの構図を考えると、3つのプロセスを経ていることが容易に判明する。すなわち、採取、加工・組み立て、消費のすべてにおいて、環境汚染の要因となる廃棄物が生み出される。汚染の経済学定義は、廃棄物が環境に与える物質的効果とその効果に対する人間の反応に依存する。いわゆる経済用語である外部費用とは、健康被害、罹病率・死亡率・リクリエーションの減少が入る。こうした経済における外部費用を考察するということも環境経済学の1つである。

### 資源・経済学・環境
経済と資源の問題を考えたとき、資源が非再生可能資源と再生可能資源に大別される。
- 非再生可能資源：枯渇性資源のこと（石油、鉱山、（森林））
- 再生可能資源：再生できる資源（漁場）

開発を進めていく上で直面する問題は何か？開発コストとか、人件費とか、さまざま議論があるなかで、環境経済学はさまざまな問題を提示している。まず、資源は有限であること。グレイ（1914年）とハロルド・ホテリング（1931年）は、枯渇に関する経済学を規定した。このなかでは、資源に関してオープン・アクセスの問題を孕むことを指摘している。また、カーライル（1954年）の資源埋蔵量に関する論文では、採取に関連する不確実性の問題を示している。また、H・S・ゴードン（1954年）による包括的な定式化においては、このオープン・アクセス問題が取り上げられ、資源の独占や再生可能資源の資源利用が定式化されている。

### グローバル経済と持続可能な経済発展
ローマクラブによる『成長の限界』において「成長の限界」、すなわち資源枯渇と環境汚染の悪化による飢餓・災害などの人口激減が知れ渡ったのは（1972年）のことである。それより少し前の1966年、ケネス・E・ボールディング（K. E. Boulding）は、「宇宙船地球号」という論文の中で経済と資源フローの循環システムであり、資源ストックおよび自然の廃棄物浄化能力という一連の制約要素であると纏めた。ここでは、「カウボーイ経済」から「宇宙船」のように地球を扱うように提唱している。今日、金融経済における政府政策において、私たちは政府による介入の失敗を多く見るようになっている。同じように、環境政策においても、必ずしも政府政策は介入の失敗がないことを前提としていない。それゆえ、自然の持つ生命維持機能としての機能を環境経済学は重視する。すなわち、環境経済学は、市場の失敗を前提として、課税・補助金・持続可能な発展・規制といった政府政策を展開する必要を説くのである。そのために、私達の社会は、経済的インセンティブから費用便益分析を導入して、環境開発のコストとベネフィットを算出しなければならない。

## 環境経済学と生態学

### 環境経済学のアプローチと生態学のアプローチ
環境経済学は、生態経済学と関連しているが異なる分野である。多くの環境経済学者は、経済学者として扱われる。経済的な問題に対処するのにツールを使うのが環境経済学であるが、多くは、いわゆる市場の失敗という「神の見えざる手」が頼れないという立場に立っている。ほとんどの生態経済学者は、生態学者として扱われており、反対に、生態系と公共事業における経済的活動や人間に重きを置く。この分野では、経済学者は、生態学の一分野だと思われている。生態経済学は、環境問題に対して多元的なアプローチを仕掛け、はっきりと持続可能性や環境規模の問題に長期的に視点を当てている。
これら2つのグループの専門家は、2分野の支持する哲学がちがうという問題から、しばしば異なった見解を示す。多くの生態学者は、義務論の倫理的問題を示し、環境経済学者は目的論の倫理的問題を示している。どちらに是非があるのかここで断ずることはできないが、環境経済学者がプログラム的である経済政策を示すのに対し、生態経済学者は理想主義的である。グローバリゼーションは、価格を下げるために生物多様性を無視し、規制と保護主義、格差社会を作り出すという傾向をもっている。そこでの経済発展と格差社会は、交互に自然資本に加える継続した弱体化、すなわち、水質汚染、伝染病、砂漠化、その他の経済的活動の所産を生み出すことから、持続可能な発展と政治的な反グローバル化運動とを結びつける。

### 資源経済学と持続可能な発展、環境経済学
持続可能な発展は、資源経済学とは、はっきり区別される。自然資源経済学は、研究者による主要な論点として、自然資源ストックの一部に関する最適な商業開発を検討したときに始まった。しかし、資源の管理者と政治的決定者は、自然資源の重要性に関心を持っている。「環境的」経済と「自然資源」経済を言い分けるのは難しいのは、持続可能性という言葉が一般的となった今や、明白である。政治経済学の行動指針の代わりに環境的であることを掲げる、より過激な環境主義者もいる。
環境経済学は、自然資本と環境金融が2つの柱となっている学問であり、それは生産における自然保護主義と人間に対する生物多様性の価値という2つの支柱として考えられている。自然資本主義の理論は、物的資本とともに自然の貢献として挙げられる世界を思い巡らすことで伝統的な環境経済学より進んでいる。過激な環境経済学者たちは、新古典派経済学を受け入れず、経済学よりも生態学の方が優れていると認識して、自然環境と経済の相互作用へ重要性を与える資本主義及び共産主義を超えた新しい政治経済学に賛同したのである。

## 引用文献
- Field, Barry C. 著、秋田次郎・猪瀬秀博・藤井秀昭 訳『環境経済学入門』日本評論社、2002年6月25日。ISBN 4-641-18333-3。
- 佐和隆光（監修） 著、環境経済・政策学会 編『環境経済・政策学の基礎知識』有斐閣、2006年7月15日。ISBN 4-641-18333-3。
- Tunner, R. Kerry; Pearce, David; Bateman, Ian 著、大沼あゆみ 訳『環境経済学入門』東洋経済新報社、2001年3月2日。ISBN 4-641-18333-3。